# ایمیانلیکولوو
ایمیانلیکولوو (انگلیسی: Imyanlikulevo) یک شهرک در شهرستان چکماگوشفسکی استان باشقیرستان کشور روسیه است.